# Hannya-ji

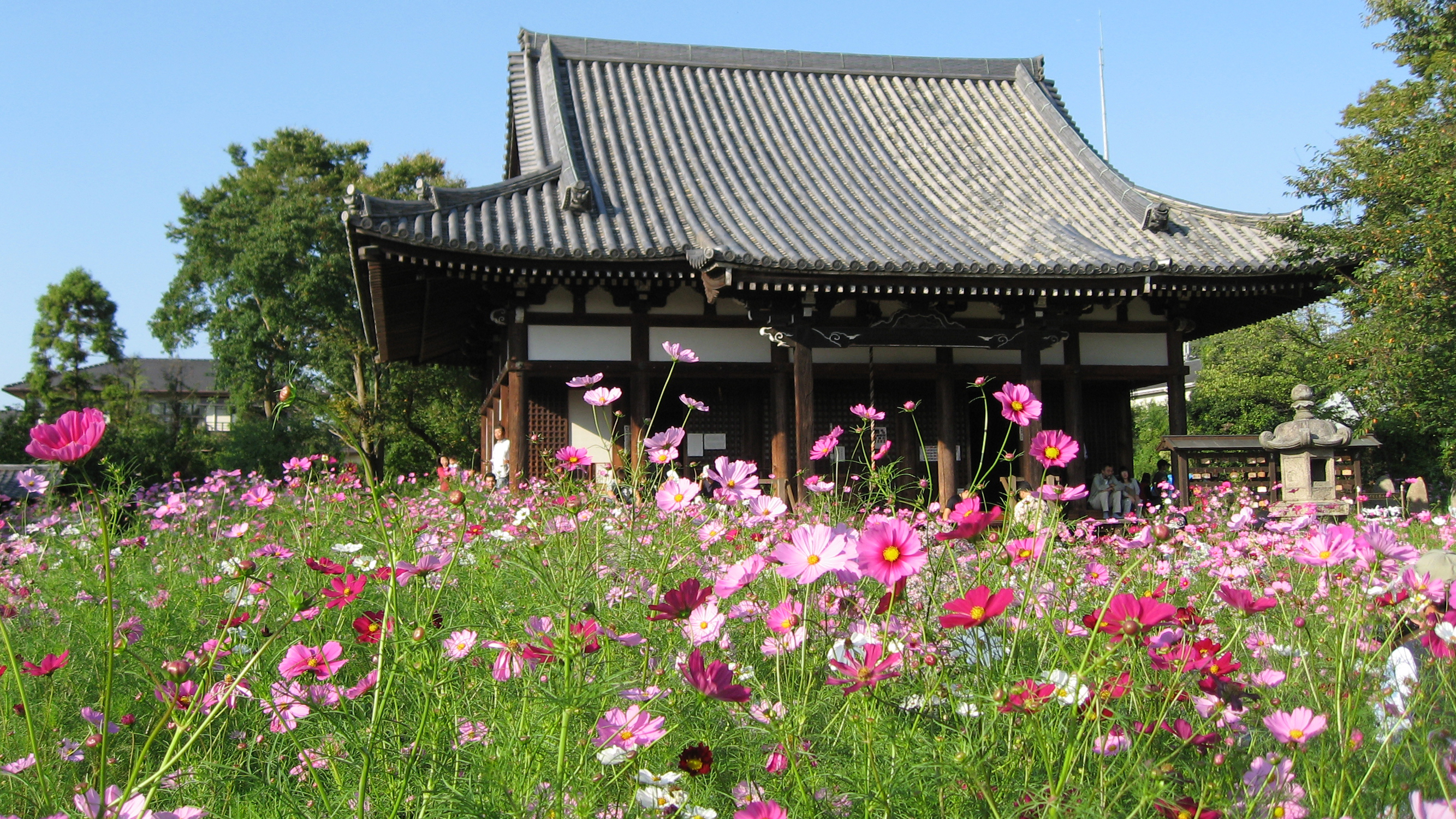
Jardin du cosmos à Hannya-ji

Le Hannya-ji 般若寺, littéralement : « temple Prajna » est un temple bouddhiste situé dans la ville de Nara au Japon. Fondé par le prêtre Ekan en 629 au cours de la période Asuka, il est consacré à Monju Bosatsu-zo. Après un incendie, il est reconstruit au cours de l'époque de Kamakura (XIIe siècle). 
Le temple est dominé par un ancien et remarquable Bouddha et dispose de la plus haute pagode en pierre (sotoba) du Japon avec ses treize étages. 

## Référence
- (de) Cet article est partiellement ou en totalité issu de l’article de Wikipédia en allemand intitulé « Hannya-ji » (voir la liste des auteurs).